# Курганський Іван Данилович
Іван Данилович Курганський (26 грудня 1908, Фаївка — 5 серпня 1944, Латвія) — підполковник Робітничо-селянської Червоної армії, учасник Німецько-радянської війни, Герой Радянського Союзу (1945).

## Біографія
Іван Курганський народився 26 грудня 1908 року в селі Фаївка (нині — Новгород-Сіверський район Чернігівської області України). Після закінчення біологічного факультету Ташкентського державного університету викладав у Ташкентському сільськогосподарському інституті. У 1939 році Курганський закінчив курси удосконалення командного складу запасу. У 1941 році він був призваний на службу в Робітничо-селянську Червону армію. З вересня того ж року — на фронтах. Брав участь в боях на Західному, Північно-Західному і 2-му Прибалтійському фронтах.
До липня 1944 року гвардії підполковник Іван Курганський командував 19-м гвардійським стрілецьким полком 8-ї гвардійської стрілецької дивізії 10-ї гвардійської армії 2-го Прибалтійського фронту. Брав участь у боях на території Латвійської РСР. 10 липня — 5 серпня 1944 року полк Курганського з боями просунувся вперед на 300 кілометрів, звільнив велику кількість населених пунктів, відзначився під час боїв за міста Лудза і Резекне. 5 серпня 1944 року Курганський загинув в бою. Похований в місті Баркава Мадонського району Латвії.
Указом Президії Верховної Ради СРСР від 24 березня 1945 року за «зразкове командування полком і проявлену при цьому особисту мужність і героїзм» гвардії підполковник Іван Курганський посмертно був удостоєний звання Героя Радянського Союзу. Також був нагороджений орденами Леніна, Червоного Прапора і Червоної Зірки .
На честь Курганського названа вулиця в його рідному селі, встановлений бюст в Новгороді-Сіверському.